# Magnus Cedenblad
Magnus Cedenblad (ur. 10 kwietnia 1982 w Sztokholmie) – szwedzki zawodnik mieszanych sztuk walki (MMA). Były zawodnik największej organizacji MMA na świecie -  Ultimate Fighting Championship.
14 sierpnia 2018 roku ogłosił zakończenie sportowej kariery.

## Osiągnięcia

### Mieszane sztuki walki
- 2014: Nagroda dla najlepszego zawodnika roku krajów nordyckich[4]

### Shootfighting
- Mistrz Europy w wadze półciężkiej
- Mistrz Skandynawii w wadze półciężkiej

## Lista zawodowych walk w MMA
| Wynik     | Bilans | Przeciwnik (bilans przed walką) | Rozstrzygnięcie                                               | Runda | Czas | Rozgrywki                             | Data       | Miejsce          | Uwagi                       |
| --------- | ------ | ------------------------------- | ------------------------------------------------------------- | ----- | ---- | ------------------------------------- | ---------- | ---------------- | --------------------------- |
| Przegrana | 14-5   | Jack Marshman (20-5)            | TKO (ciosy pięściami)                                         | 2     | 3:32 | UFC Fight Night: Mousasi vs. Hall 2   | 19.11.2016 | Belfast          |                             |
| Wygrana   | 14-4   | Garreth McLellan (13-3)         | TKO (wysokie kopnięcie na głowę i ciosy pięściami w parterze) | 2     | 0:47 | UFC Fight Night: Overeem vs. Arlovski | 08.05.2016 | Rotterdam        |                             |
| Wygrana   | 13-4   | Scott Askham (12-0)             | Decyzja (jednogłośna)                                         | 3     | 5:00 | UFC Fight Night: Nelson vs. Story     | 04.10.2014 | Sztokholm        |                             |
| Wygrana   | 12-4   | Krzysztof Jotko (14-0)          | Poddanie (duszenie gilotynowe)                                | 2     | 4:59 | UFC Fight Night: Munoz vs Mousasi     | 31.05.2014 | Berlin           | bonus za występ wieczoru    |
| Wygrana   | 11-4   | Jared Hamman (13-5)             | Poddanie (duszenie gilotynowe)                                | 1     | 0:57 | UFC 164                               | 31.08.2013 | Milwaukee        |                             |
| Przegrana | 10-4   | Francis Carmont (17-7)          | Poddanie (duszenie zza pleców)                                | 2     | 1:42 | UFC on Fuel TV: Gustafsson vs. Silva  | 14.04.2012 | Sztokholm        | Debiut w UFC                |
| Wygrana   | 10-3   | Dan Vinni (13-4)                | Poddanie (kimura)                                             | 1     | 1:26 | Fight for Chance 1                    | 29.10.2011 | Oskarshamn       |                             |
| Wygrana   | 9-3    | Benas Mikalauskas (4-1)         | Poddanie (duszenie D'Arce)                                    | 1     | 1:52 | Vision Fighting Championship 2        | 19.03.2011 | Karlstad         |                             |
| Wygrana   | 8-3    | Allan Love (6-1)                | Decyzja (jednogłośna)                                         | 3     | 5:00 | Superior Challenge 6                  | 29.10.2010 | Sztokholm        |                             |
| Wygrana   | 7-3    | Valdas Pocevicius (33-23-3)     | TKO (ciosy pięściami)                                         | 1     | 1:00 | Vision Fighting Championship 1        | 28.08.2010 | Karlstad         |                             |
| Wygrana   | 6-3    | Tomáš Kužela (15-11)            | TKO (ciosy pięściami)                                         | 2     | 4:04 | Heroes Gate 1                         | 29.05.2010 | Praga            |                             |
| Wygrana   | 5-3    | Patrik Kincl (8-6)              | TKO (ciosy pięściami)                                         | 2     | 2:32 | Superior Challenge 5: Pride and Fury  | 01.05.2010 | Sztokholm        |                             |
| Wygrana   | 4-3    | Jonas Hellqvist (3-0)           | TKO (ciosy pięściami)                                         | 1     | 3:37 | Superior Challenge 4                  | 31.10.2009 | Sztokholm        |                             |
| Przegrana | 3-3    | Mats Nilsson (1-0)              | Poddanie (duszenie zza pleców)                                | 1     | 3:49 | The Zone FC 4: Dynamite               | 25.04.2009 | Göteborg         |                             |
| Wygrana   | 3-2    | Sergey Nikitin (3-1)            | Poddanie (duszenie zza pleców)                                | 1     | 4:15 | ProFC 5: Russia vs. Europe            | 29.03.2009 | Rostów nad Donem |                             |
| Wygrana   | 2-2    | Frank Vatan (1-0)               | TKO (kolana)                                                  | 1     | 0:51 | Superior Challenge 2                  | 25.10.2008 | Sztokholm        |                             |
| Wygrana   | 1-2    | Danny Doherty (1-0)             | TKO (ciosy pięściami)                                         | 1     | 2:44 | Superior Challenge 1                  | 05.04.2008 | Sztokholm        | Debiut w kategorii średniej |
| Przegrana | 0-2    | Juha Saarinen (2-1)             | Poddanie (dźwignia prosta na staw łokciowy)                   | 2     | 2:02 | Carelia Fight 3                       | 01.09.2007 | Lappeenranta     |                             |
| Przegrana | 0-1    | Evgeny Smirnov (1-0)            | KO (cios)                                                     | 1     | 0:33 | The Cage Vol. 7: Reincarnation        | 20.04.2007 | Helsinki         | Debiut w zawodowym MMA      |